# Balsambäume
Die Balsambäume (Myroxylon) sind eine Pflanzengattung aus der Unterfamilie der Schmetterlingsblütler (Faboideae).
In der Gattung sind lediglich zwei akzeptierte Arten enthalten, die beide in Mittel- bis Südamerika verbreitet sind und in Sri Lanka, Indonesien und auf Fidschi und in anderen pazifischen Staaten eingeführt wurden. Sie sind nicht zu verwechseln mit den Balsambaumgewächsen (Burseraceae).

## Beschreibung

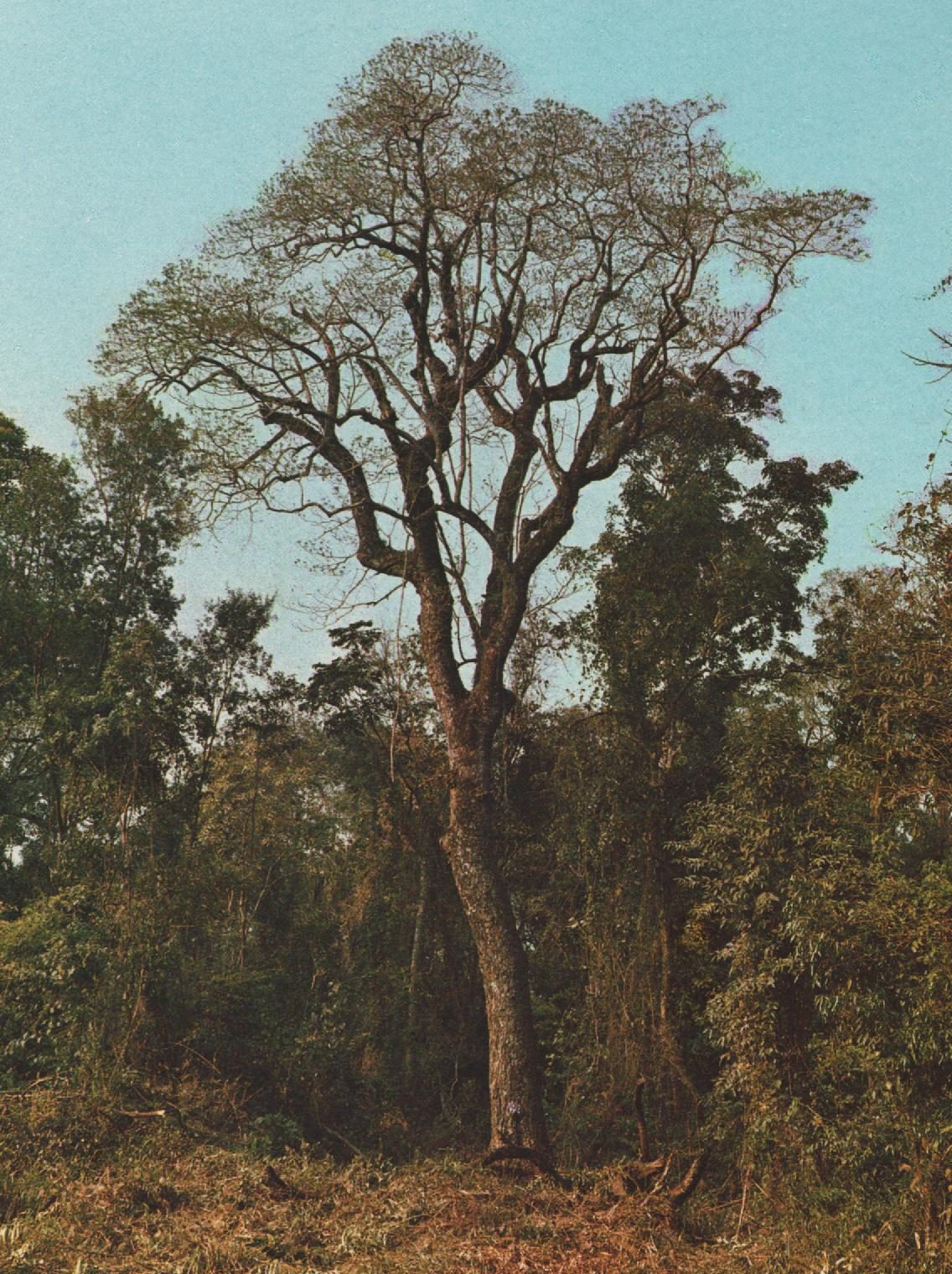
Habitus von Myroxylon peruiferum

### Vegetative Merkmale
Die Balsambäume wachsen als immergrüne Bäume und erreichen Wuchshöhen von bis zu 25–30 Metern oder mehr. Die Rinde ist dunkelgrau bis orange-bräunlich, teils mit vielen Lentizellen, der Stammdurchmesser kann bis zu einem Meter betragen. Die Stämme führen einen angenehm riechenden Balsam.
Die bis etwa 20 cm langen, gestielten, matt oder glänzenden Laubblätter sind wechselnd unpaarig gefiedert, mit kurz gestielten 5 bis 15 Fiederblättchen. Die Blättchen sind fiedernervig und eiförmig bis verkehrt-eiförmig oder elliptisch, 5–10 cm lang und 2–5 cm breit, sie sind mehr oder wenig behaart und spitz bis zugespitzt, an der Basis gerundet bis stumpf oder keilförmig bis leicht herzförmig, teils ungleich. Die Lamina ist obseits teils gepunktet, gefleckt und gestreift. Rachis und Stielchen sind rostfarben, flaumig behaart. Es sind abfallende Nebenblätter vorhanden.

### Generative Merkmale
Die zwittrigen Blüten stehen in seiten- oder endständigen traubigen Blütenständen, mit rostfarbig behaarten Blütenstands- und Blütenstielen, zusammen. Es ist ein kleiner Blütenbecher vorhanden. Die fünf Kronblätter sind weiß und sitzen innen im Kelch. Das oberste, rundliche Kronblatt ist viel größer (Fahne) und ist in Nagel und Platte gegliedert, die anderen sind klein und schmal, verkehrt-eilanzettlich, teils am Rand seidig behaart. Der außen, feinhaarige Kelch ist glockenförmig und entweder spitzig, fünflappig oder wellig verwachsen, er hat abfallende Deckblätter oder keine. Die zehn, am Kelch befestigten Staubblätter sind mehr oder weniger vorstehend mit gelben, spitzen bis bespitzten (geschnäbelten), subbasifix angehefteten, länglichen Antheren. Der längliche, einfächerige und oberständige Fruchtknoten ist mehr oder weniger gestielt. Der kurze Griffel hat eine kleine kopfige Narbe.
Die gestielten, 6 bis 12 cm langen, bis 3 cm breiten und 1,5 cm dicken, länglichen, bräunlichen Flügelnüsse mit seitlichen, ventral breiteren, Flügeln, enthalten an der verdickten, abgerundeten und bespitzten Spitze nur einen, glatten oder rauhschaligen, bohnen-, nierenförmigen und braunroten Samen. Es kann ein beständiges Deckblatt oder ein beständiger Calyx vorhanden sein.
Die nährgewebslosen Samen haben außen, beidseits, seitlich, jeweils einen kleinen, später harzig austrocknenden, Balsambehälter. Die Samen sind etwa 10–30 mm lang, 7–10 mm breit und 7–8,5 mm dick. Die Tausendkornmasse beträgt etwa 280–580 Gramm.

## Systematik und Nutzung
Die Gattung Myroxylon gehört zur Tribus Sophoreae in der Unterfamilie der Schmetterlingsblütler (Faboideae) innerhalb der Familie der Hülsenfrüchtler (Fabaceae). Ein Synonym für Myroxylon L.f. ist Toluifera L.
Die zwei Myroxylon-Arten sind wegen ihres Holzes (Cabreúva) und ihres Balsams (Tolubalsam, Perubalsam) geschätzt. Perubalsam wird in der Medizin unter anderem zur Behandlung von schlecht heilenden Wunden, Verbrennungen, Druckstellen und Hämorrhoiden eingesetzt. Die Substanz führt häufig zu allergischen Hautreaktionen.
In der Gattung Myroxylon sind nur zwei gültige Arten enthalten:
- Myroxylon balsamum (L.) Harms; (seit der neusten Revision 2015 werden keine Varietäten mehr geführt): Er stammt aus dem nordöstlichen Südamerika,  Kolumbien, Ecuador, Venezuela bis Zentral- und Mittelamerika und Brasilien.
- Myroxylon peruiferum L.f. (Syn.: Toluifera peruifera Baill.): Er stammt aus Brasilien, Bolivien, Kolumbien, Peru und dem nordwestlichen Argentinien, liefert ein dem Tolubalsam ähnlichen Balsam.

Es wurden früher die Balsam liefernden Arten bei Myroxylon balsamum unterschieden, jeweils mit sehr vielen Synonymen:
- Myroxylon balsamum var. balsamum: Lieferant des Tolubalsams.
- Myroxylon balsamum var. pereirae (Royle) Harms: Lieferant des Perubalsams.

Nicht zu verwechseln mit der Gattung Myroxylon sind:
- die Gattung Myrospermum Jacq. – Hülsenfrüchtler (Fabaceae)
- die Gattung Amyris P.Browne – Rautengewächse (Rutaceae), auch Salbenbaum oder Balsampflanze genannt
- Gattungen der Familie der Balsambaumgewächse (Burseraceae). Als Balsambaum (mittelhochdeutsch etwa balsamboum und balsem boum, lateinisch balsamus[8]) werden heute insbesondere Arten der folgenden Gattungen bezeichnet:
  - Bursera Jacq. ex L., z. B. Bursera graveolens (Palo Santo)
  - Commiphora Jacq., heute inklusive Balsamodendron bzw. Balsamodendrum Kunth (auch: Balsamea Gled.)